# أنانداميد
أنانداميد (Anandamide ويرمز له AEA من N-arachidonoylethanolamine ن-أراكيدونيل إيثانول أمين) هو أحد النواقل العصبية من فصيلة الكانابينويد ذات المنشأ الداخلي في جسم الإنسان، أي أن الجسم يقوم بتركيبها، وهو مشتق من حمض الأراكيدونيك.
اشتق الاسم من الكلمة السنسكريتية Ānanda أناندا والتي تعني السعادة، مع إضافة كلمة أميد لها.

## الأثر الحيوي
يقوم الأنانداميد بالارتباط مع مستقبلات الكانابينويد CB1 في الجهاز العصبي المركزي ومع المستقبلات CB2 في الجهاز العصبي المحيطي. إن هذه المستقبلات تكون أيضاً موقع ارتباط رباعي هيدرو كانابينول (THC) وهو المادة الفعالة في القنب الهندي.
وجد أن لمادة الأنانداميد أثراً على فئران التجارب، حيث أنها تعمد على فصل الذاكرة العاملة لديها. كما وجد أن حقن الأنانداميد بشكل مباشر في الدماغ الأمامي للفئران يؤدي إلى زيادة في رد الفعل المبتهج عند تذوق السكر المقدم كجائزة، بالإضافة إلى ازدياد في نسبة تناول الأكل بشكل عام.
لا يزال تأثير الأنانداميد على جسم الإنسان في طور الدراسة والبحث العلمي.

## الوفرة الطبيعية والتحضير
وجد الباحثون أن الأنانداميد موجود في الشوكولاتة ومسحوق الكاكاو، كما أنهم وجدوا مادتين إضافيتين لهما نفس تأثير الأنانداميد (N-oleoylethanolamine ن-أوليويل إيثانول أمين و N-linoleoylethanolamine ن-لينوليويل إيثانول أمين).
يمكن أن يصطنع الأنانداميد مخبرياً من N-arachidonoyl phosphatidylethanolamine ن-أراكيدونيل فوسفاتيديل إيثانول أمين وذلك بعدة طرائق.

## اقرأ أيضاً
- رباعي هيدرو كانابينول